# 村木-岩田洋介
村木-岩田洋介（日语：／ Muraki-Iwata Yosuke，1960年1月19日—），日本男子举重运动员。他曾代表日本参加1986年亚洲运动会举重比赛，获得一枚银牌。他也曾参加1984年、1988年和1992年夏季奥林匹克运动会。